# Podagrionella korsakowi
Podagrionella korsakowi är en stekelart som först beskrevs av François Picard 1936.  Podagrionella korsakowi ingår i släktet Podagrionella och familjen gallglanssteklar. Inga underarter finns listade i Catalogue of Life.